# 25708 Vedantkumar
25708 Vedantkumar è un asteroide della fascia principale. Scoperto nel 2000, presenta un'orbita caratterizzata da un semiasse maggiore pari a 2,3112576 UA e da un'eccentricità di 0,1203921, inclinata di 5,89190° rispetto all'eclittica.